# Batalla del riu Hidaspes
La batalla del riu Hisdapes va enfrontar les tropes d'Alexandre Magne i el rei Porus pel domini del Punjab al 326 aC.
Porus fou el nom llatí (del grec Poros) d'un rei de l'Índia de nom Puru o Pururava, amb dominis a la vora del'Hidaspes que marcava la seva frontera occidental. A la vora d'aquest riu, Porus va esperar als invasors macedonis, i no va seguir l'exemple dels reis veïns Tàxiles i Abisares que s'havien sotmès a Alexandre el Gran.
Alexandre el Gran, en arribar en maig del 326 aC, es va trobar amb un poderós exèrcit (amb 200 elefants) que ocupava la riba esquerra del riu, i el conqueridor va decidir no travessar el riu i va buscar un lloc per creuar lluny de la vigilància de Porus; finalment va poder passar un cos de l'exèrcit mentre el cos principal quedava sota el comandament de Cràter d'Orèstia. Alexandre disposava de 6000 infants i 5000 cavallers. Porus va enviar el seu fill amb un cos de cavalleria escollit, per controlar els moviments enemics i el mateix rei anava al darrere; finalment els dos exèrcits es van trobar i encara que Porus va disposar perfectament les seves forces, el superior geni d'Alexandre va obtenir la victòria; Porus va aguantar la derrota i no es va retirar fins que ja tot el seu exèrcit havia fugit i ell mateix estava ferit. Alexandre li va enviar emisaris que li van garantir la seguretat i finalment Porus es va rendir i fou portat davant el conqueridor; aquest el va rebre amb el màxim honor i li va restaurar el seu regne i encara li va donar més territoris com els del seu cosí Porus de Gandaris.
En endavant Porus fou ferm aliat d'Alexandre; el va acompanyar en les expedicions contra els pobles veïns però després de creuar l'Acesines, fou enviat de retorn al seu regne per reclutar més forces, amb les que es va reunir al rei a Sangala, i fou clau en la derrota dels cateans, un poble amb el que Porus ja estava en guerra anteriorment. Porus va romandre al costat del rei macedoni amb una força auxiliar fins a la riba de l'Hifasis (Hyphasis) i encara va participar en l'equipament de la flota macedònia.
En agraïment Alexandre li va donar el govern de la regió entre l'Hidaspes i el Hifasis, amb set nacions i dos mil ciutats, territoris que va retenir a la mort d'Alexandre amb títol de rei tant al primer repartiment com al de Triparadisos el 321 aC (és evident que aquestos territoris difícilment podien ser controlats per cap general macedoni). Finalment el general Eudem, sàtrapa de la província adjacent, va agafar a Porus per traïció i el va fer matar.